# Cristina di Norvegia

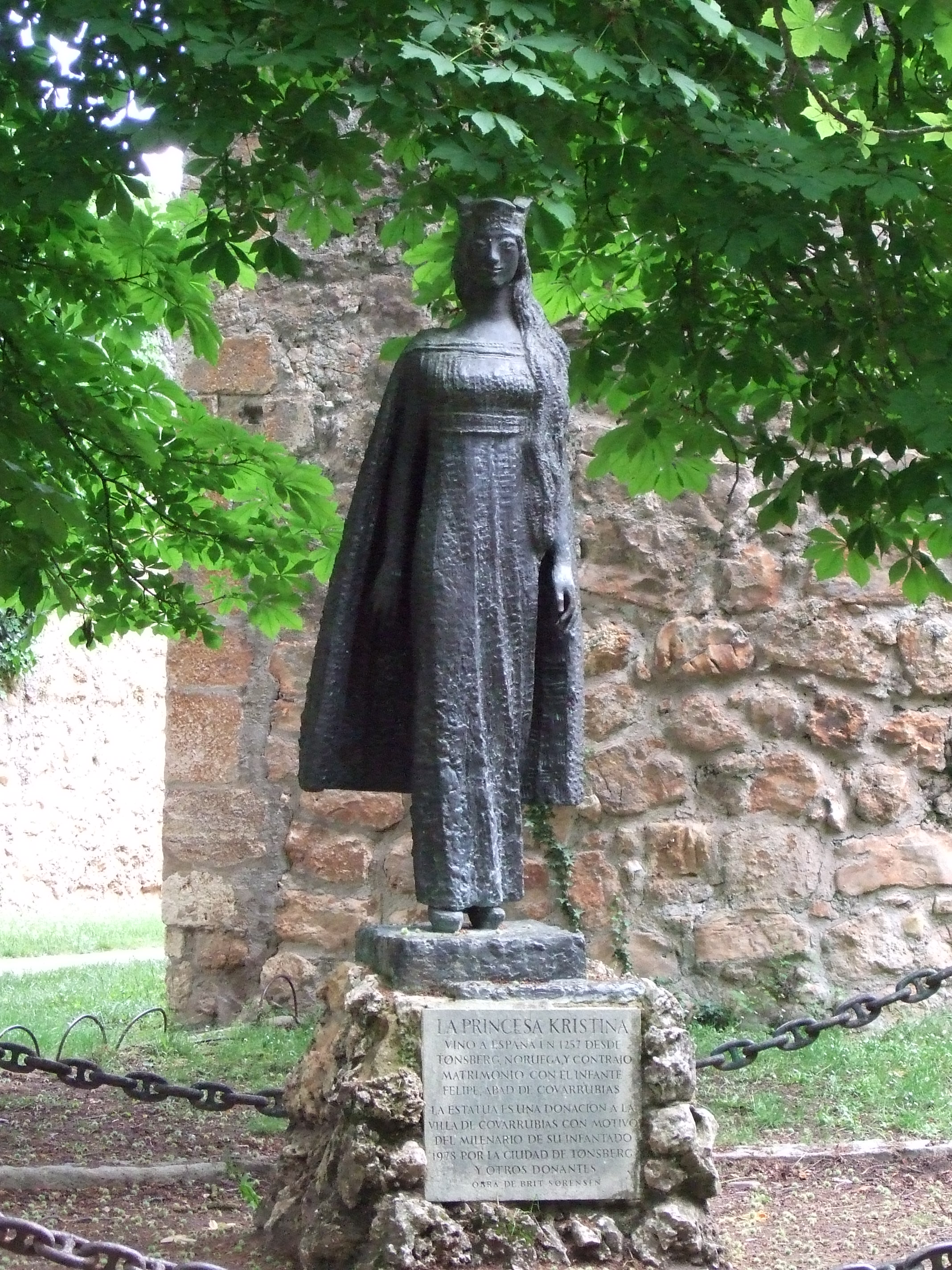

Cristina di Norvegia (Bergen, 1234 – Siviglia, 1262) è stata una principessa norvegese, moglie di Filippo di Castiglia, fratello del re di Castiglia Alfonso X, e signora consorte di Corneja, Piedrahíta e Purchena.

## Origine
Secondo gli Íslenzkir annálar; sive Annales islandici, ab anno Christi 803 ad annum 1430, Cristina era figlia di Haakon IV di Norvegia (virgo Christina Haqvini regis filia) e della moglie (King Sverri married, and took to wife Margret daughter of Eirik the Saint son of Jutvard and King of the Swedes), Margrete Skulesdatter, figlia di Skule Bårdsson.

Haakon IV di Norvegia, sempre secondo gli Íslenzkir annálar; sive Annales islandici, ab anno Christi 803 ad annum 1430, era figlio di Haakon III di Norvegia (Haquinus rex, Haquini filius, Sverreri nepos) e della sua amante, Inga di Varteig (Ingas mater Haquini regis).

## Biografia
Cristina nacque a Bergen nel 1234 all'interno della Dinastia Bellachioma da Haakon IV di Norvegia e Margrete Skulesdatter. La fonte primaria su Cristina viene dall'islandese Sturla Þórðarson, un nipote di Snorri Sturluson che era andato in Norvegia nel 1263. Fu il fratello di Cristina Magnus VI di Norvegia a chiedere a Sturla di scrivere una saga sul proprio padre, la Hákonar saga Hákonarsonar, poco prima che egli morisse il 16 dicembre 1263 sulle Isole Orcadi. Scrivendo il testo Sturla fu in grado di parlare con in contemporanei di Cristina e del re e con coloro che avevano preso parte al suo viaggio in Spagna.
Nel XIX secolo lo storico norvegese Peter Andreas Munch scrisse un'opera su Cristina intitolata Det norske folks historie (Storia del popolo norvegese) attorno al 1850.
La saga narra di come Haakon mandò in Castiglia una delegazione nel 1255 che presentò in dono falchi, pelli e pellicce, i norvegesi furono ben accolti presso la corte castigliana e quando fecero ritorno l'anno dopo erano accompagnati dai rappresentanti di Alfonso X di Castiglia e dal notaio reale. Questi chiese ad Haakon se una delle sue figlie poteva fidanzarsi con uno dei fratelli di Alfonso, il re meditò a lungo la scelta consultandosi con arcivescovi e con altri uomini di sua fiducia. 

Alla fine Haakon diede risposta positiva a patto che Cristina potesse scegliere da sé il marito fra i fratelli disponibili di Alfonso.
Cristina, con un seguito di oltre 100 persone, lasciò Tønsberg nell'estate del 1257 per raggiungere la penisola iberica (virgo Christina Haqvini regis filia locanda in Hispania missa).

Dopo aver attraversato il Mare del Nord presso Great Yarmouth si diressero verso la Normandia, attraverso La Manica e quindi a cavallo andarono verso la Catalogna.
Cristina, come riporta il Diccionario biográfico español, Real Academia de la Historia, sbarcata in Noemandia, fu ricevuta dal re di Francia, Luigi IX che le procurò un salvacondotto per poter raggiungere Narbona, confinante col regno d'Aragona.
A Barcellona la carovana reale s'incontrò con Giacomo I d'Aragona, padre di Violante d'Aragona moglie di Alfonso, che fu conquistato dalla bellezza di Cristina. 

Per la vigilia di Natale soggiornarono presso l'Abbazia di Las Huelgas a Burgos, a Palencia infine s'incontrarono con Alfonso che li scortò a Valladolid il 3 gennaio 1258. Qui infine Cristina incontrò i fratelli del sovrano, Federico e Filippo e la sua scelta cadde infine su quest'ultimo, di tre anni più giovane di lei, che secondo il Nobiliario del Conde de Barcelos Don Pedro, era il figlio maschio quintogenito del re di Castiglia, Ferdinando III e della sua prima moglie Beatrice di Svevia e che, ancora secondo il Diccionario biográfico español, Real Academia de la Historia, era stato destinato alla carriera ecclesiastica e infatti era Abate della Colegiata de Santa María la Mayor a Valladolid e Amministratore dell'Arcidiocesi di Siviglia e dal 1252, arcivescovo di Siviglia, nominato da papa Innocenzo IV.

Dato che Filippo non gradiva la vita da ecclesiastico, ma era ancora abbastanza mondano da amare la caccia all'orso e al cinghiale, suo fratello, il re di Castiglia, Alfonso X gli permise di abbandonare la vita ecclesiastica e prendere moglie.

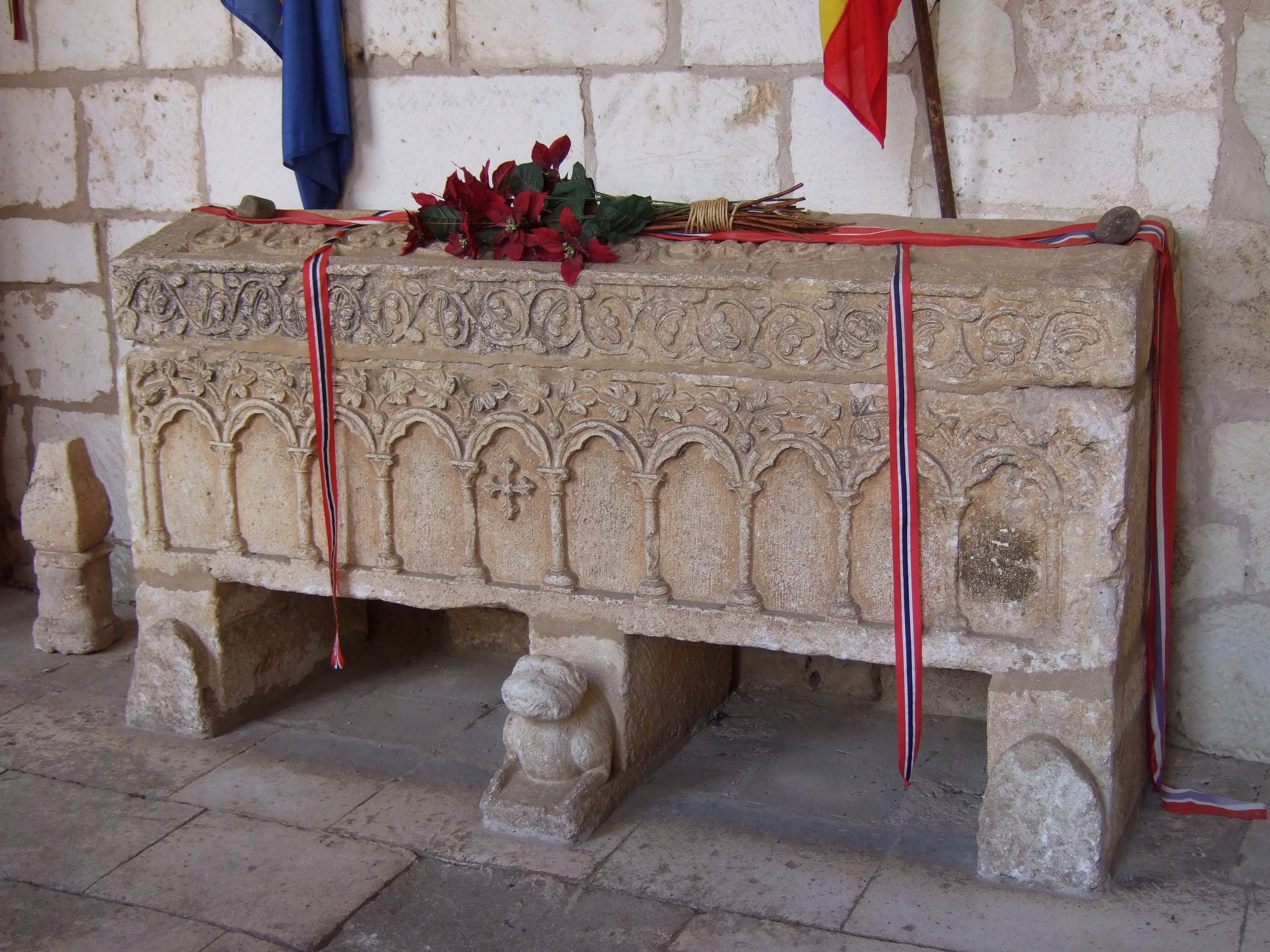
Sepolcro della principessa Cristina di Norvegia nel chiostro della Collegiata di San Cosma.

Il matrimonio venne celebrato nell'aprile 1258 a Valladolid e viene riportato dal Chronicon de Cardeña (la Infant fija del Rey de Noruega è tombola por muger D. Felipe hermano del Rey era electo de Sevilla è dejò el Arzobispado) e durò circa quattro anni fino alla morte di Cristina avvenuta nel 1262, come riportano gli Íslenzkir annálar; sive Annales islandici, ab anno Christi 803 ad annum 1430 (Obiit in Hispaniam Christina Haqvini regis filia).
La morte di Cristina avvenne a Siviglia, dove i coniugi avevano risieduto e Cristina fu sepolta probabilmente a Covarrubias, dove Filippo era stato abate, nella collegiata di San Cosma dove, nel chiostro, è conservato il suo sepolcro.

## Ascendenza
|                        |                  |                        | Genitori |  |  | Nonni |  |  | Bisnonni             |  |  | Trisnonni             |  |
|                        |                  |                        |          |  |  |       |  |  | Sverre I di Norvegia |  |  | Sigurd II di Norvegia |  |
|                        |                  |                        |          |  |  |       |  |  | Sverre I di Norvegia |  |  | Sigurd II di Norvegia |  |
|                        |                  | Gunnhild               |          |  |  |       |  |  | Sverre I di Norvegia |  |  |                       |  |
| Haakon III di Norvegia |                  |                        |          |  |  |       |  |  | Sverre I di Norvegia |  |  |                       |  |
|                        |                  | Astrid Roesdatter      | …        |  |  |       |  |  |                      |  |  |                       |  |
|                        |                  | Astrid Roesdatter      | …        |  |  |       |  |  |                      |  |  |                       |  |
|                        |                  | Astrid Roesdatter      | …        |  |  |       |  |  |                      |  |  |                       |  |
| Haakon IV di Norvegia  |                  | Astrid Roesdatter      |          |  |  |       |  |  |                      |  |  |                       |  |
|                        |                  | …                      | …        |  |  |       |  |  |                      |  |  |                       |  |
|                        |                  | …                      | …        |  |  |       |  |  |                      |  |  |                       |  |
|                        |                  | …                      | …        |  |  |       |  |  |                      |  |  |                       |  |
| Inga di Varteig        |                  | …                      |          |  |  |       |  |  |                      |  |  |                       |  |
|                        |                  | …                      | …        |  |  |       |  |  |                      |  |  |                       |  |
|                        |                  | …                      | …        |  |  |       |  |  |                      |  |  |                       |  |
|                        |                  | …                      | …        |  |  |       |  |  |                      |  |  |                       |  |
| Cristina di Norvegia   |                  | …                      |          |  |  |       |  |  |                      |  |  |                       |  |
|                        | Bård Guttormsson | …                      |          |  |  |       |  |  |                      |  |  |                       |  |
|                        | Bård Guttormsson | …                      |          |  |  |       |  |  |                      |  |  |                       |  |
|                        | Bård Guttormsson | …                      |          |  |  |       |  |  |                      |  |  |                       |  |
| Skule Bårdsson         | Bård Guttormsson |                        |          |  |  |       |  |  |                      |  |  |                       |  |
|                        |                  | Ragnfrid Erlingsdotter | …        |  |  |       |  |  |                      |  |  |                       |  |
|                        |                  | Ragnfrid Erlingsdotter | …        |  |  |       |  |  |                      |  |  |                       |  |
|                        |                  | Ragnfrid Erlingsdotter | …        |  |  |       |  |  |                      |  |  |                       |  |
| Margrét Skúlesdóttir   |                  | Ragnfrid Erlingsdotter |          |  |  |       |  |  |                      |  |  |                       |  |
|                        |                  | Jon Torbergsson        | …        |  |  |       |  |  |                      |  |  |                       |  |
|                        |                  | Jon Torbergsson        | …        |  |  |       |  |  |                      |  |  |                       |  |
|                        |                  | Jon Torbergsson        | …        |  |  |       |  |  |                      |  |  |                       |  |
| Ragnhild Jonsdatter    |                  | Jon Torbergsson        |          |  |  |       |  |  |                      |  |  |                       |  |
|                        |                  | Ragnhild Erlingsdotter | …        |  |  |       |  |  |                      |  |  |                       |  |
|                        |                  | Ragnhild Erlingsdotter | …        |  |  |       |  |  |                      |  |  |                       |  |
|                        |                  | Ragnhild Erlingsdotter | …        |  |  |       |  |  |                      |  |  |                       |  |
|                        |                  | Ragnhild Erlingsdotter |          |  |  |       |  |  |                      |  |  |                       |  |

### Fonti primarie
- (LA)  España sagrada, Volume 23
- (LA)  Íslenzkir annálar; sive Annales islandici, ab anno Christi 803 ad annum 1430
- (EN)  Sverissaga

### Letteratura storiografica
- (PT)  #ES Nobiliario del Conde de Barcelos Don Pedro, Hijo del Rey Don Dionisio, Reyes de Portugal